# کال شور (تربت حیدریه)
کال شور تربت حیدریه یکی از رودهای حوضهٔ آبریز کویر مرکزی ایران است. این رود در استان خراسان رضوی قرار دارد که سرشاخه‌های آن از ارتفاعات کاخک و چهل‌تن سرچشمه گرفته و به کویر نمک بردسکن می‌ریزد.

## مسیر و شاخه‌ها
حوضهٔ آبریز کال شور به مساحت ۱۲۷۱۳ کیلومتر مربع در استان خراسان رضوی و در محدودهٔ شهرستان‌های تربت حیدریه، زاوه، رشتخوار، گناباد و بجستان قرار دارد. دو شاخهٔ اصلی کال شور، کال سالار و شصت‌دره هستند که به ترتیب از کوه‌های سبزآباد و شصت‌دره در شمال تربت حیدریه سرچشمه می‌گیرند. این دو شاخه پس از طی مسیر شمالی-جنوبی در نزدیکی جادهٔ فیض‌آباد-گناباد به یکدیگر می‌پیوندند و کال شور را تشکیل می‌دهند. کال سالار پیش از رسیدن به شصت‌دره در نزدیکی شهر جنگل تغییر جهت می‌دهد و امتداد شرقی-غربی می‌گیرد. کال شور با گذر از شهر یونسی در نهایت به کویر نمک بردسکن می‌ریزد. طول این رودخانه از مصب تا ورود به کویر نمک، ۲۵۸ کیلومتر است.